# Gerald Gardner
Gerald Brosseau Gardner, född 13 juni 1884 i Blundellsands i Lancashire, död 12 februari 1964 ombord på ett skepp på väg till Tunis, var på 1950-talet en av grundarna av den nyhedniska naturinriktade religiösa rörelsen wicca.